# 織田秀雄
織田秀雄（1583年—1610年9月24日），安土桃山時代至江戶時代初期的武將、大名，祖父是織田信長。

## 生平
在天正11年（1583年）出生，家中長男。天正18年（1590年），父親信雄因為拒絕豐臣秀吉移封命令，於是遭到改易，被流放到秋田。文祿元年（1592年），被秀吉賜予越前國大野郡5萬石，以龜山城（大野城）為居城；此舉被認為是隨著同年信雄被赦免而採取的姿態。
慶長5年（1600年），在關原之戰中，加入西軍，在戰後被改易。本來自身希望加入東軍，不過因為父親信雄的意向而加入西軍。
被改易後，在江戶的淺草閑居。慶長7年（1602年），受德川秀忠支給藏米3千俵。慶長15年（1610年）8月8日，先於父親，在京都死去。享年28歲。被葬在京都的大德寺塔頭總見院。沒有正室和子女。